# Apáti Miklós (költő)
Apáti Miklós (született Latyák) (Budapest, 1944. július 5. – Budapest, 2016. július 10.) József Attila-díjas magyar költő, író, újságíró, kritikus.

## Életpályája
Budapesten született Latyák János és Tóth Mária fiaként, 1944. július 5-én. 1962-1970 között vegyésztechnikusként dolgozott, majd 1970-től a Hírlapkiadó Vállalat újságírója lett. 1972-ben elvégezte a Marxizmus-Leninizmus Esti Egyetem esztétika-filozófia szakát. 1973–1991 között a Film Színház Muzsika rovatvezetője és a Kis Újság munkatársa volt, majd 1991–1997 között az Új Magyarországnál tevékenykedett, 1994–1997 között ugyanitt stratégiai igazgató, 1997-ben a lap főszerkesztő-helyettese volt. 1997–1998 között a Napi Magyarország főszerkesztő-helyettese lett. 2000–2001 között a Greger-Delacroix Kiadó szerkesztőjeként tevékenykedett. Nyugdíjazás előtti utolsó munkahelye a Magyar Hírlap volt.

## Költészete
Verseket, regényeket, kritikákat írt; kezdeményezője és szervezője volt a Zengő ABC olvasókönyvnek. Az irodalmi életbe versekkel lépett be, majd több verseskötete, regénye jelent meg.
1971 és 1990 között kilenc alkalommal jelent meg szerzeménye a Szép versek antológiákban.

## Művei
- Vándorút (versek, 1972)
- Ajánlott küldemények (versek, 1976)
- Korai hattyúdalok (versek, 1979)
- A Fekete Gén (regény, 1982, 1987)
- Szerelmi történet (versek, 1982)
- A nő halványkék illata (1987-1988)
- Ne öld meg a fehér kígyót! (regény, 1988)
- Boldog rezignáció (versek, 1995)
- Janicsák István: Versvirágok. Duettek Apáti Miklóssal; JAFA, Bp., 2007
- K und K  Karády katonái színdarab